# Bandeira da Maurícia
A bandeira da Maurícia foi adoptada após a independência a 12 de Março de 1968. Consiste em quatro listras horizontais de igual área. Suas cores são, do topo para a base, vermelho, azul, amarelo e verde. 

## Simbologia
- vermelho, representa o esforço para a liberdade e independência.
- azul, representa o Oceano Índico, no centro do qual a Maurícia se encontra.
- amarelo, representa a luz nova da independência que brilha sobre a ilha.
- verde, representa a agricultura da ilha e a sua cor durante os doze meses do ano.

## Outras bandeiras
A bandeira mercante (para embarcações civis) e a estatal (para embarcações estatais) são respectivamente vermelha e azul, e têm a bandeira nacional no quarto superior esquerdo e brasão da Maurícia.
A bandeira de guerra (usada pelas embarcações da guarda costeira) tem um desenho pouco usual, sendo constituída por listras verticais de largura diferentes a vermelho e azul. No centro está figurada uma âncora.

Bandeira mercante 1:2

Bandeira das embarcações estatais 1:2

Bandeira de guerra 26:57